# Lycosa brunnea
Lycosa brunnea är en spindelart som beskrevs av F. O. Pickard-Cambridge 1902. Lycosa brunnea ingår i släktet Lycosa och familjen vargspindlar. Inga underarter finns listade i Catalogue of Life.